# 医薬品の範囲に関する基準
医薬品の範囲に関する基準とは、厚生省薬務局長通知「無承認無許可医薬品の指導取締りについて」（昭和46年6月1日、薬発第476号）において(別紙)として示された「医薬品の範囲に関する基準」のこと。食薬区分を示す行政通知として存在している。

## 内容
食薬区分の判断方法について、
- 成分
- 効果効能の表示
- 形状
- 用法用量

などの観点から考え方や判断方法の指針を示したものといえる。
「医薬品の範囲に関する基準」には別添1、別添2、別添3が付属している。
- 別添1 - 食薬区分における成分本質(原材料)の取扱いについて
- 別添2 - 専ら医薬品として使用される成分本質(原材料) リスト
- 別添3 - 薬品的効能効果を標ぼうしない限り医薬品と判断しない成分本質(原材料) リスト

なお、これらは必要に応じて改正されている。

## 制定、改正
- 昭和46年6月1日、薬発第476号、「無承認無許可医薬品の指導取締りについて」
(別紙) 医薬品の範囲に関する基準
(別添1) 食薬区分における成分本質(原材料)の取扱いについて
(別添2) 専ら医薬品として使用される成分本質(原材料)リスト
(別添3)「医薬品的効能効果を標ぼうしない限り医薬品と判断しない成分本質(原材料)リスト

- 平成27年12月28日 薬生発第1228004号 医薬品の範囲に関する基準の一部改正について